# Antyestrogeny
Antyestrogeny – związki chemiczne zmniejszające oddziaływanie estrogenów na organizm, stosowane w leczeniu np. raka sutka.